# Mangusta egipska
Mangusta egipska, ichneumon, szczur faraona, szczur faraonów (Herpestes ichneumon) – gatunek drapieżnego ssaka z podrodziny Herpestinae w obrębie rodziny mangustowatych (Herpestidae).

## Taksonomia
Gatunek po raz pierwszy zgodnie z zasadami nazewnictwa binominalnego opisał w 1758 roku szwedzki przyrodnik Karol Linneusz, nadając mu nazwę Viverra ichneumon. Holotyp pochodził z Egiptu.
Rozpoznano do dziesięciu podgatunków, ale konieczna jest rewizja taksonomiczna. Autorzy Illustrated Checklist of the Mammals of the World uznają ten gatunek za monotypowy.

### Etymologia
- Herpestes (Herpertes): gr. ἑρπηστης herpēstēs „pełzacz”, od ἑρπω herpō „pełzać”; prawdopodobnie w aluzji do zwyczajów mangusty, szczególnie jej pogoni za swoją ofiarą. Sugerowano również połączenie greckich słów: ερπ erp „gad, wąż”; εδεστης edestēs „zjadacz”, od εδω edō „jeść”[40].
- ichneumon: gr.  ιχνευμων ikhneumōn „tropiciel”, od ιχνευω ikhneuō „tropić, śledzić”[41].

## Zasięg występowania
Mangusta egipska występuje na Półwyspie Iberyjskim, północnej Afryce i Bliskim Wschodzie w południowej Turcji, Syrii, Libanie, Jordanii i Izraelu; w Czarnej Afryce od Senegalu i Gambii na wschód do Sudanu, Etiopii, Somalii i Kenii oraz na południe do Gabonu, Angoli, północnej Namibii, północnej Botswany, północnego Zimbabwe, Mozambiku i Południowej Afryki. Występowanie w Europie (Portugalia i Hiszpania) prawdopodobnie spowodowane jest introdukcją z północnej Afryki.

## Morfologia
Długość ciała (bez ogona) samic 50–58 cm, samców 55,7–61 cm, długość ogona samic 43,5–56,3 cm, samców 44,7–61 cm, długość ucha samic 3–4,2 cm, samców 2,5–3,8 cm, długość tylnej stopy samic 8,9–11,4 cm, samców 9,5–11,5 cm; masa ciała samic 2,2–4,1 kg, samców 2,6–4,1 kg. Sierść dość długa, ubarwiona rudo-brązowo, pysk długi, spiczasty. Wzór zębowy: I {\displaystyle {\tfrac {3}{3}}} C {\displaystyle {\tfrac {1}{1}}} P {\displaystyle {\tfrac {4}{4}}} M {\displaystyle {\tfrac {2}{2}}} = 40.

## Ekologia
Tryb życia głównie nocny. Żyje w wykopanych przez siebie norach, parami lub w grupach rodzinnych.
Pożywienie stanowią głównie drobne kręgowce oraz pokarm roślinny, zwłaszcza owoce. Często atakuje jadowite węże, m.in. kobry, których jest zaciętym wrogiem. Czasem napada na ptactwo domowe. Ciąża trwa ok. 2 miesięcy, samica rodzi 2–5 młodych. W celu wytępienia węży jadowitych sprowadzono mangustę egipską m.in. do Włoch.

## Znaczenie
Mangusta egipska była jednym z pierwszych drapieżników, które udało się oswoić i wszechstronnie użytkować starożytnym Egipcjanom, którzy czcili ją jako zwierzę święte.